# Kantele
El kantele o kántele (pronunciado en finés [ˈkɑntele]), es un instrumento de cuerda pulsada tradicional de Finlandia. Es, de hecho, el símbolo musical más importante del país.
El kántele aparece mencionado por primera vez en Kalevala, el poema épico finlandés. En él, el héroe Väinämöinen construye el primer kántele, a partir del cráneo de un lucio gigante y pelos de la cola de animales, siendo él el único capaz de tocarlo. Así, hace que todos los seres del bosque caigan dormidos.
Existen variantes del kántele en otros países bálticos: el kannel estonio, el kankles lituano y el kokles de Letonia.
Los primeros kánteles estaban compuestos de 5 o 6 cuerdas de crin y una única pieza curvada de madera. En cambio, los actuales instrumentos están formados por cuerdas metálicas (hasta un total de 39) y un cuerpo hecho de varias piezas. Existe también una variante moderna, llamada pequeño kántele, que consta solo de 15 cuerdas. Esta se diferencia también de los kánteles de concierto en la forma de ser tocado: mientras que en estos últimos las cuerdas más largas se sitúan junto al cuerpo, los pequeños kánteles se tocan al revés.
El kántele finlandés tiene una escala diatónica. El instrumento es situado sobre el regazo o sobre una mesa, y sus cuerdas son tocadas con los dedos o con objetos pequeños, como una cerilla.
Debido a la gran popularidad del kántele en Finlandia, este instrumento ha sufrido grandes desarrollos últimamente: desde la creación de un kántele eléctrico hasta la fusión con música occidental o tradicional. La enseñanza se hace en colegios, conservatorios y en la prestigiosa Academia Sibelius en Helsinki.